# Addyme
Addyme is een geslacht van vlinders van de familie snuitmotten (Pyralidae), uit de onderfamilie Phycitinae.

## Soorten
- A. aspiciella Ragonot, 1889
- A. ferrorubella (Walker, 1864)
- A. inductalis Walker, 1863
- A. werkodara Roesler & Kuppers, 1979